# فرودگاه پاتوئاناک
فرودگاه پاتوئاناک (به انگلیسی: Patuanak Airport) یک فرودگاه همگانی است که یک باند فرود شن دارد و طول باند آن ۹۱۴ متر است. این فرودگاه در کشور کانادا قرار دارد و در ارتفاع ۴۳۶ متری از سطح دریا واقع شده است.